# 预警雷达
预警雷达 (英語：Early-warning radar) 是一种用于远距发现空中目标或水上目标的雷达系统，它能使得防空系统或反舰系统及早作出反应，它和指引火炮导弹的火控雷达是现在最常见的两种雷达类型。

## 历史
最早的预警雷达系统有英国的钱恩之家，美国海军的CXAM雷达和美国陆军的SCR-270，德国的弗莱雅雷达. 它们的作用距离只有100-150英里。这是由于长波的电波传播特性很差，而当时的短波处理技术不过关不能实用化短波雷达。